# Herencia biológica
La herencia biológica es el proceso por el cual la descendencia de una célula u organismo adquiere o está predispuesta a adquirir las características (físicas, fisiológicas, morfológicas, bioquímicas o conductuales) de sus progenitores. Esas características pueden transmitirse a la generación siguiente o dar un salto y aparecer dos o más generaciones después.
Es lo que se conoce como genética, que incluye:
- herencia genética, resultado de la replicación del ADN y de la división celular;
- herencia epigenética, resultado de, entre otras cosas, modificaciones en el ADN como el "silencio" o no expresión de un gen.

El primero
- Primera ley o principio de la uniformidad: “Cuando se cruzan dos individuos de raza pura, los híbridos resultantes son todos iguales."
- Segunda ley o principio de la segregación: Un organismo individual posee dos alelos que codifican un rasgo, y estos alelos se separan en proporciones iguales cuando se forman gametos.[3]
- Tercera ley o principio de la combinación independiente: Los genes que codifican diferentes características se distribuyen de forma independiente cuando se forman los gametos.[4]

Estos factores, además, pueden sufrir cambios que son transmitidos a la descendencia, lo que da lugar a la aparición de variabilidad dentro de un mismo rasgo para individuos de una misma especie.
Estos cambios se producen debido a:
- mutación: puede entenderse como alteración o cambio en el mensaje genético de un individuo;
- recombinación: se trata del proceso de rotura de una hebra de ADN que, al repararse, se une a una molécula de ADN diferente a aquella de la que procedía;
- entrecruzamiento cromosómico: proceso por el cual los cromosomas, al aparearse durante la meiosis, intercambian fragmentos de ADN.

Aunque hoy día la palabra gen presenta múltiples significados, suele utilizarse para referirse a los factores hereditarios.